# Parijs-Nice 2005
De etappekoers Parijs-Nice 2005 was de 63e editie van deze koers die werd verreden van 6 tot en met 13 maart. De etappekoers ging van start in Issy-les-Moulineaux en eindigde in Nice. Titelverdediger was de Duitser Jörg Jaksche. De eindoverwinning was voor Bobby Julich, die in het eindklassement tien seconden voorsprong had op Alejandro Valverde.

## Etappe-uitslagen

### Proloog
| 6 maart → Issy-les-Moulineaux – Issy-les-Moulineaux (4 km) |                   |               |         |
| Plaats                                                     | Naam              | Ploeg         | Tijd    |
| Winnaar                                                    | Jens Voigt        | Team CSC      | 05'15"  |
| 2                                                          | Fabian Cancellara | Fassa Bortolo | +00'02" |
| 3                                                          | Erik Dekker       | Rabobank      | +00'03" |

### 1e etappe
| 7 maart → Étampes – Chabris (186 km) |                    |                 |          |
| Plaats                               | Naam               | Ploeg           | Tijd     |
| Winnaar                              | Tom Boonen         | Quickstep       | 4u19'15" |
| 2                                    | Luciano Pagliarini | Liquigas        | z.t.     |
| 3                                    | Jaan Kirsipuu      | Crédit Agricole | z.t.     |

### 2e etappe
| 8 maart → Aigueperse – Thiers (46,5 km) |                    |                   |        |
| Plaats                                  | Naam               | Ploeg             | Tijd   |
| Winnaar                                 | Tom Boonen         | Quickstep         | 53'31" |
| 2                                       | Kurt-Asle Arvesen  | Team CSC          | z.t.   |
| 3                                       | Jaroslav Popovytsj | Discovery Channel | z.t.   |

### 3e etappe
| 9 maart → Thiers – Craponne-sur-Arzon (118 km) |                |                 |          |
| Plaats                                         | Naam           | Ploeg           | Tijd     |
| Winnaar                                        | Vicente Reynés | Illes Balears   | 2u41'51" |
| 2                                              | Guido Trenti   | Quickstep       | z.t.     |
| 3                                              | Fred Rodriguez | Davitamon-Lotto | z.t.     |

### 4e etappe
| 10 maart → Saint-Péray – Montélimar (101 km) |                     |                 |          |
| Plaats                                       | Naam                | Ploeg           | Tijd     |
| Winnaar                                      | Fabian Cancellara   | Fassa Bortolo   | 2u11'03" |
| 2                                            | Jaan Kirsipuu       | Crédit Agricole | z.t.     |
| 3                                            | Juan Antonio Flecha | Fassa Bortolo   | + 02"    |

### 5e etappe
| 11 maart → Rognes – Mont Faron (172 km) |                 |                 |          |
| Plaats                                  | Naam            | Ploeg           | Tijd     |
| Winnaar                                 | Gilberto Simoni | Lampre          | 4u07'27" |
| 2                                       | Cadel Evans     | Davitamon-Lotto | + 19"    |
| 3                                       | David Moncoutié | Cofidis         | z.t.     |

### 6e etappe
| 12 maart → La Crau – Cannes (184 km) |                |                |          |
| Plaats                               | Naam           | Ploeg          | Tijd     |
| Winnaar                              | Joost Posthuma | Rabobank       | 4u21'24" |
| 2                                    | Jörg Ludewig   | Domina Vacanze | + 01'11" |
| 3                                    | Aaron Kemps    | Cofidis        | + 01'43" |

### 7e etappe
| 13 maart → Nice – Nice (135 km) |                    |               |          |
| Plaats                          | Naam               | Ploeg         | Tijd     |
| Winnaar                         | Alejandro Valverde | Illes Balears | 3u28'29" |
| 2                               | Franco Pellizotti  | Liquigas      | z.t.     |
| 3                               | Kim Kirchen        | Fassa Bortolo | z.t.     |

## Eindklassementen
| Algemeen klassement |                     |                 |           |
| Plaats              | Naam                | Ploeg           | Tijd      |
| Gele trui           | Bobby Julich        | Team CSC        | 22u32'13" |
| 2                   | Alejandro Valverde  | Illes Balears   | + 00' 10" |
| 3                   | Constantino Zaballa | Saunier Duval   | + 00' 19" |
| 4                   | Jens Voigt          | Team CSC        | + 00' 44" |
| 5                   | Jörg Jaksche        | Liberty Seguros | + 00' 45" |
| 6                   | Franco Pellizotti   | Liquigas        | + 00' 49" |
| 7                   | Fränk Schleck       | Team CSC        | + 00' 58" |
| 8                   | Cadel Evans         | Davitamon-Lotto | z.t.      |
| 9                   | Ángel Gómez         | Saunier Duval   | + 01' 20" |
| 10                  | Davide Rebellin     | Gerolsteiner    | + 01' 21" |
|                     |                     |                 |           |
| 11                  | Erik Dekker         | Rabobank        | + 01' 25" |
| 21                  | Mario Aerts         | Davitamon-Lotto | + 04' 04" |

| Puntenklassement |                    |               |        |
| Plaats           | Naam               | Ploeg         | Punten |
| Groene trui      | Jens Voigt         | Team CSC      | 94     |
| 2                | Erik Dekker        | Rabobank      | 70     |
| 3                | Alejandro Valverde | Illes Balears | 68     |

| Bergklassement |                 |                |        |
| Plaats         | Naam            | Ploeg          | Punten |
| Rode trui      | David Moncoutié | Cofidis        | 58     |
| 2              | Jörg Ludewig    | Domina Vacanze | 28     |
| 3              | Óscar Pereiro   | Phonak         | 19     |

| Jongerenklassement |                    |               |           |
| Plaats             | Naam               | Ploeg         | Tijd      |
| Witte trui         | Alejandro Valverde | Illes Balears | 22u32'23" |
| 2                  | Fränk Schleck      | Team CSC      | + 00' 48" |
| 3                  | Ángel Gómez        | Saunier Duval | + 01' 10" |

| Ploegenklassement |                       |           |
| Plaats            | Ploeg                 | Tijd      |
| 1                 | Team CSC              | 67u38'08" |
| 2                 | Saunier Duval         | + 17"     |
| 3                 | Liberty Seguros-Würth | + 01' 50" |

1933 · 1934 · 1935 · 1936 · 1937 · 1938 · 1939 · 1940-1945 · 1946 · 1947-1950 · 1951 · 1952 · 1953 · 1954 · 1955 · 1956 · 1957 · 1958 · 1959 · 1960 · 1961 · 1962 · 1963 · 1964 · 1965 · 1966 · 1967 · 1968 · 1969 · 1970 · 1971 · 1972 · 1973 · 1974 · 1975 · 1976 · 1977 · 1978 · 1979 · 1980 · 1981 · 1982 · 1983 · 1984 · 1985 · 1986 · 1987 · 1988 · 1989 · 1990 · 1991 · 1992 · 1993 · 1994 · 1995 · 1996 · 1997 · 1998 · 1999 · 2000 · 2001 · 2002 · 2003 · 2004 · 2005 · 2006 · 2007 · 2008 · 2009 · 2010 · 2011 · 2012 · 2013 · 2014 · 2015 · 2016 · 2017 · 2018 · 2019 · 2020 · 2021 · 2022 · 2023 · 2024 · 2025
 Parijs-Nice · 
 Tirreno-Adriatico · 
 Milaan-San Remo · 
 Ronde van Vlaanderen · 
 Gent-Wevelgem · 
 Ronde van het Baskenland · 
 Parijs-Roubaix · 
 Amstel Gold Race · 
 Waalse Pijl · 
 Luik-Bastenaken-Luik · 
 Ronde van Romandië · 
 Ronde van Catalonië · 
 Ronde van Italië · 
 Critérium du Dauphiné Libéré · 
 Ronde van Zwitserland · 
 Ploegentijdrit Eindhoven · 
 Ronde van Frankrijk · 
 HEW-Cyclassics-Cup · 
  ENECO Tour · 
 Clásica San Sebastián · 
 Ronde van Duitsland · 
 Ronde van Spanje · 
 GP Ouest-France-Plouay · 
 Ronde van Polen · 
 Kampioenschap van Zürich · 
 Parijs-Tours · 
 Ronde van Lombardije